# Glycaspis emphanes
Glycaspis emphanes är en insektsart som beskrevs av Moore 1970. Glycaspis emphanes ingår i släktet Glycaspis och familjen rundbladloppor. Inga underarter finns listade i Catalogue of Life.